# Priseljevanje
Priseljevanje (s tujko imigracija) je stalni ali začasni prehod posameznikov ali skupine ljudi v državo ali kraj, ki ni kraj porekla; pojav je nasprotje od izseljevanja (emigracije).
Lahko vključuje migracije prebivalstva med državami ali gibanje znotraj države, priseljevanje je eno izmed svetovno najbolj problematičnih in spornih družbenih pojavov iz vidika vzrokov in posledic. 
Poznamo dve glavni težavi v zvezi s ciljnimi migracijskimi državami (tako imenovanimi razvitimi državami ali tudi državami v razvoju), to so težave, ki se pojavljajo v zvezi z regulacijo in nadzorom migracijskih tokov ob vstopu in samim bivanjem priseljencev v teh državah.
Priseljevanje pa vendarle lahko pomaga rešiti težave, kot so prenaseljenost, lakota, epidemije in revščine v državah izvora. 
Na politični ravni lahko države izvora in namembne države sklenejo dvostranske sporazume o zagotavljanju migracij programirano in nadzorovano, da bi zadovoljili potrebe dela v namembni državi ter, da se tako problemi prenaseljenosti v državi izvora izravnajo z drugimi vidiki, kot na primer izmenjavo surovin in energije. Sporazum te vrste lahko vključujeje dobavo surovin in dela v zameno za končni izdelek ter naložbe v industrijo in infrastrukturo v namembni državi.

## Vzroki za priseljevanje
Pojav priseljevanja je lahko zakoreninjen v različnih motivih:
- ekonomski (ubežijo revščini, poiskati želijo boljše življenjske pogoje);
- delavski (najdejo zaposlitev, izboljšajo njihovo delovno mesto);
- politično motivaciji (diktature, preganjanje, zatiranje, vojna, genocid, etnično čiščenje);
- verski (nezmožnost opravljanja verskih obredov);
- naravne nesreče (cunami, poplave, potresi, lakote);
- osebni (ideološka izbira, posel s partnerjem, ki prebiva v drugi državi);
- sentimentalni (združitev družine);
- zaradi kaznivega dejanja: (a) leta (da bi se izognili aretaciji); (B) zanimivost (za boljše rezultate svojih podzemnih dejavnosti);
- izobraževanje (obiskujejo šolo in pridobitev diplome, zagotoviti želijo, da se njihovi otroci šolajo, se učijo tujega jezika).
- prisila, ker so tisti, ki se selijo žrtve trgovine z ljudmi.

## Zakonodaja
Zakonodaja držav EU postavlja gospodarsko neodvisnost priseljencev kot nujen pogoj, da imajo stalno prebivališče in nato pridobijo državljanstvo. Priseljenec je izgnan, če ni razvidno, da ima redno zaposlitev ali nekoga, ki lahko zagotovi ekonomsko preživetje, pogoje za pridobitev dovoljenja za prebivanje. Prva izjema od tega načela se nanaša na tiste, ki so žrtve političnega pregona ali verskega pregona, prihajajo iz diktatur in držav, ki so v vojni. Mednarodno pravo določa, da imajo v takih primerih pravico do azila, zdravstveno varstvo in skrb za prvo pomoč. Za vsako osebo, celo nezakonito priseljeno, pa se ravnamo, kot je zapisana v Splošni deklaraciji o človekovih pravicah. Proti tokovom nezakonitega priseljevanja se borijo z dvostranskimi sporazumi z vladami in policijami držav izvora, v smislu vaj in skupnih operacij in informacij. 
Evropski parlament je 20. novembra 2008 sprejel uvedbo modre karte po vzoru ameriške zelene karte, ki si bo prizadevala, da bi pritegnila usposobljene priseljence v Evropo iz tretjih držav in to v skladu s standardno lestvico kvalifikacij primerne diskretnosti, ki jih imajo posamezne države članice. Poleg modrega papirja, je Evropski parlament sprejel direktivo "kaznovanja", ki predvideva uporabo glob in kazni za delodajalce, ki zaposlujejo nezakonite priseljence.

## Vplivi na kriminal
Čeprav so nekatere raziskave v preteklosti pokazale, da imigracija v razvite države ne povzroča rasti nasilnega kriminala, so v posameznih evropskih državah dobili drugačne rezultate. Na Švedskem je leta 2018 raziskovalna oddaja Uppdrag Granskning analizirala 843 primerov okrožnih sodišč iz preteklih petih let in ugotovila, da je 58% vseh obsojenih zaradi posilstva tujega porekla in 40% rojenih na Bližnjem vzhodu in Afriki.